# Lille Bernstorff
Pour les articles homonymes, voir Bernstorff.
Le Lille Bernstorff (en danois : Petit Bernstorff) est un petit château situé au nord-ouest du palais de Bernstorff, à Gentofte, au Danemark. Le Lille Bernstorff a été construit dans les années 1810-1811.
Le prince Pierre de Grèce et son épouse Irène Ovtchinnikova y ont longtemps vécu. Leurs corps reposent aujourd’hui dans le domaine du château.